# Inițierea (roman)
Inițierea este al doilea roman din seria Academia Vampirilor scrisă de Richelle Mead. Varianta tradusă a fost publicată în România de Editura Leda.

## Rezumat
Povestea începe când Rose și Dimitri merg împreună la casa unui foarte faimos gardian, Arthur Schoenberg, pentru ca Rose să-și dea examenul de calificare pe care toți gardienii îl dau înainte să treacă în clasa a douăsprezecea, dar pe care Rose îl ratase datorită absenței ei îndelungate. 
Când au ajuns la familia pe care acesta o proteja, au descoperit că un grup de strigoi împreună cu ajutor primit din partea oamenilor au dezactivat protecțiile, țepușe magice cu toate cele patru elemente, și au omorât toți locuitorii casei, inclusiv pe Arthur. 
Masacrul pune Academia în alertă chiar înainte de Crăciun, iar pentru a evita crearea panicii, conducerea organizează o excursie de schi la un hotel exclusivist pentru moroi. 
În acest timp, strigoii atacă o altă familie regală omorând-o și pe mama Miei Rinaldi care lucra pentru ei; acest lucru o face pe Mia să își dorească răzbunarea cu orice preț.
Rose cunoaște un alt membru al unei familii regale, chiar nepotul reginei moroilor, Tatiana Ivashkov, pe nume său Adrian Ivashkov care în scurt timp își creează o oarecare pasiune pentru Rose și se împrietenește cu Lissa realizând că amândoi sunt utilizatori ai spiritului. 
În timpul unei petreceri la piscină organizată de Adrian, Mia, Mason și prietenul său Eddie vorbesc cu încredere despre doborârea strigoilor în timp ce la o altă ședință, a gardienilor la care participă și Rose, Natasha Ozera, mătușa lui Christian Ozera, face o propunere deloc bine primită de către moroii regali, cum că dacă gardienii și moroii ar lupta împreună pierderile s-ar împuțina.
După o discuție în contradictoriu, Dimitri îi spune lui Rose informații confidențiale despre locurile unde ar putea fi găsiți strigoii iar Rose le spune prietenilor săi, neavând vreo idee despre ce urmau să facă. 
Folosindu-se de aceste informații, Mia, Mason – aproape iubitul lui Rose și Eddie pleacă singuri într-o expediție de strigoi, în locul indicat de Rose, Spokane, Washington pentru a-i vâna. 
Aflând de aceasta, Rose îl ia pe Christian, iubitul Lissei cu ea și pornește după ei. 
După ce îi găsește stând la mall, epuizați și dezamăgiți pentru că nu au găsit nici un strigoi, Rose îi convinge să se întoarcă dar o ambuscadă le fusese pregătită și oameni înarmați îi răpesc ducându-i la un adăpost secret al șefilor strigoi. 
Sunt aruncați într-o pivniță și păziți 24/24 de către oameni. Ca măsură de siguranță Isaiah și ajutoarea sa, Elena, doi strigoi, încep să se hrănească zilnic din sângele lui Eddie. Christian își folosește elementul, Focul, pentru a le distruge legăturile și scapă din pivniță, dar sus se întâlnesc cu Isaiah și Elena. Rose îi convinge pe toți să fugă și rămâne să se lupte cu Strigoii. 
Folosindu-se doar de o sabie veche și ruginită și de mâinile goale însă și de elementul Miei, apa, care-i vine în ajutor, Rose izbutește să decapiteze ambii strigoi cu sabia; acest fapt însă cere un preț mare: viața lui Mason căruia îi fusese frânt gâtul după ce se întorsese și el pentru a-și salva ființa iubită din mîinile dușmanului, și anume pe Rose. 
Întorcându-se la Academie vii și nevătămați dar traumatizați și cu o durere mare în suflet, Rose primește două semne molnija, primele de altfel și foarte rare pentru un gardian care încă nu a absolvit, deci nejurat, pentru uciderea celor doi strigoi. 
Dimitri îi spune lui Rose faptul că i-a refuzat cererea Tashei Ozera, aceea de a-i fi gardian pentru că el nu iubește decât o singură persoană, și anume pe Rose.

## Personaje
- Rosemarie "Rose" Hathaway
- Vasilisa "Lissa" Dragomir
- Dmitri Belikov
- Christian Ozera
- Mason Ashford
- Adrian Ivashkov
- Mia Rinaldi
- Janine Hathaway
- Tasha Ozera

## Bandă desenată

Coperta benzii desenate după romanul Iniţierea

O adaptare grafică a cărții ilustrată de Emma Vieceli și Leigh Dragoon va fi publicată de Razorbill pe 12 aprilie 2012.